# Bladkoning
De bladkoning (Phylloscopus inornatus) is een kleine zangvogel uit de familie Phylloscopidae. De soort is een lange-afstandstrekker die broedt in de Siberische taiga van het Oeralgebied in het westen tot aan het Tsjoektsjenschiereiland en de Zee van Ochotsk in het oosten. De overwinteringsgebieden liggen in de tropische en subtropische gebieden van Azië. Ondanks dat het overwinteringsgebied zich in het zuiden van Azië bevindt, duiken er elk jaar bladkoningen op in de landen rondom de Noordzee en Oostzee. Wordt in Nederland als een zeldzame, maar regelmatige gast gezien. In het najaar worden er jaarlijks tientallen meldingen van bladkoningen in Nederland gedaan, waarvan de meeste langs de Noordzeekust of de Waddeneilanden.

## Kenmerken
De bladkoning wordt tussen de 9 en 10,5 cm lang en zit daarmee qua grootte tussen het goudhaantje (Regulus regulus) en de tjiftjaf (Phylloscopus collybita) in. Hij heeft een mosgroene bovenzijde, een donkere oogstreep en een opvallende, lichtgele wenkbrauwstreep. Heeft ook twee brede, lichtgele vleugelstrepen. De stuit, buik, borst en keel zijn witachtig. Heeft geen gele stuit en ook geen gele kruinstreep, wat de soort van de gelijkende Pallas' boszanger (Phylloscopus proregulus) onderscheidt. Ook Swinhoes boszanger (Phylloscopus trochiloides plumbeitarsus) lijkt veel op de bladkoning. Swinhoes boszanger heeft echter meer uniform gekleurde tertials en een bleek-gekleurde ondersnavel. De ondersnavel van de bladkoning is donkerder. De bladkoning lijkt nog sterker op Humes bladkoning (Phylloscopus humei) en hun verspreidingsgebieden overlappen in het uiterste zuidoosten van zijn broedgebied. Ze zijn in het veld moeilijk te onderscheiden op basis van het verenkleed en kunnen het best aan de hand van het geluid uit elkaar gehouden worden. De bovenzijde van de Humes bladkoning is iets doffer en hij heeft een wat donkerdere snavel.
De bladkoning bidt soms even in de lucht om insecten te vangen.

## Voedsel
De bladkoning eet insecten, spinnen en soms ook zaadjes.

## Broeden
Broedt in juni of juli en legt twee tot vier witte of bruingevlekte eieren. De eieren worden gelegd in een komvormig nest, dat door het vrouwtje wordt gemaakt. Het nest bestaat uit droog gras, mos, oude bladeren, rottend hout, naalden en haartjes en wordt op de grond onder de wortels van bomen, onder gevallen takken of tegen een rottende stobbe aan gebouwd.

## Verspreiding
Het broedgebied strekt zich uit van de Voor-Oeral tot aan het Tsjoektsjenschiereiland en de Zee van Ochotsk. Komt in het Europese deel van zijn verspreidingsgebied voor tot aan de bovenloop van de rivier Petsjora. In Europa is het aantal broedparen laag, maar ten oosten van de Oeral is hij vrij algemeen. Het overgrote deel van het verspreidingsgebied bevindt zich in Rusland, maar broedt ook in het Hentigebergte in het noorden van Mongolië. De dichtheid aan bladkoningen is hier echter lager dan in de Siberische taigabossen. De zuidgrens van het verspreidingsgebied is over het algemeen dunbevolkt.
Trekt tussen augustus en begin september weg uit de broedgebieden en overwintert in het zuiden en zuidoosten van Azië.
In de landen rondom de Oostzee en Noordzee worden bladkoningen in het najaar in toenemende mate gezien. De meeste waarnemingen worden tussen half september en november gedaan. De soort is nog steeds zeldzaam, maar wordt ook jaarlijks in Nederland waargenomen. Meestal gaat het om tientallen exemplaren (soms zelfs meer) en ze worden vooral op de Waddeneilanden en langs de Noordzeekust gezien. In het Verenigd Koninkrijk, Zweden en Frankrijk zijn de aantallen dusdanig hoog dat ze al niet meer als zeldzaamheid worden beschouwd. Het feit dat bladkoningen zo regelmatig en in hoge aantallen richting het westen trekken is opmerkelijk, omdat de gebruikelijke overwinteringsgebieden op meer dan 7000 km afstand liggen. Dit fenomeen wordt omgekeerde migratie of soms omgekeerde misoriëntatie genoemd en komt ook voor bij andere Siberische soorten als de Pallas' boszanger. Het mechanisme daar achter is nog grotendeels onbekend.

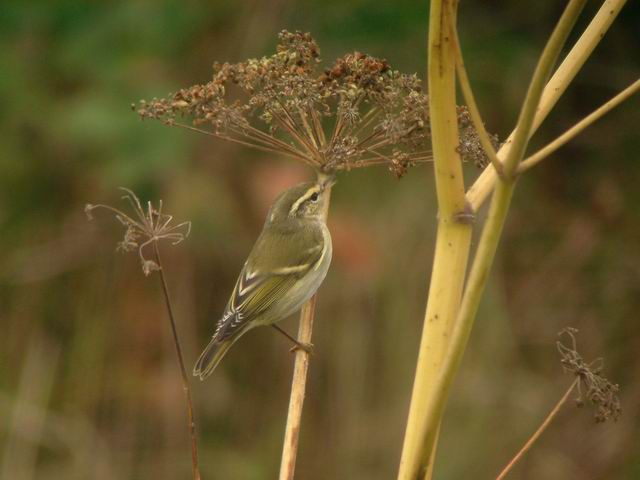
Een bladkoning in september 2002 in het Verenigd Koninkrijk

## Biotoop
De bladkoning broedt in berken-, wilgen-, espen- en sparrenbestanden in de Siberische boreale zone. In gebieden waar de habitat optimaal is kan de dichtheid aan bladkoningen zeer hoog zijn en vormen zich clusters van maximaal 50 individuen. In gebieden die minder geschikt zijn is hij slechts in sommige jaren aanwezig, maar vaak überhaupt niet. Het voorkomen in clusters van soorten uit het geslacht Phylloscopus is ongebruikelijk en wordt naast de bladkoning alleen bij fluiters (Phylloscopus sibilatrix) waargenomen. Er wordt gedacht dat de mannetjes in het midden van de clusters, seksueel het meest aantrekkelijk zijn voor de vrouwtjes.
In Nederland worden ze tussen het midden van september en november gezien in bosschages en bomen in de kustgebieden.

## Interspecifieke concurrentie
De mate waarin bladkoningen in de broedtijd concurreren met andere soorten van het geslacht Phylloscopus, werd onderzocht door Bourski & Forstmeier (2000) in Centraal-Siberië. Daaruit bleek dat er twee duo's zijn die elkaar systematisch vermijden (p < 0,0012). Dit wordt interspecifieke concurrentie genoemd. Bladkoningen vertonen een sterke neiging om plekken te mijden waar de tjiftjaf aanwezig is, en de Pallas' boszanger mijdt juist plekken waar bladkoningen aanwezig zijn. Er werden geen territoria van Pallas' boszangers aangetroffen die voor meer dan 30% overlappen met bladkoningterritoria. Tussen tjiftjaffen en bladkoningen bleek een enkele keer wel overlap tussen de territoria te bestaan, ondanks dat ze elkaar in de regel vermijden.

## Geluid
In het najaar wordt de bladkoning in Nederland vaak als eerst opgemerkt door zijn roep en is een hoog, doordringend en luid swiest of tso-IEST. Qua geluid doet het denken aan de roep van de zwarte mees (Periparus ater), maar is hoger en qua toonhoogte oplopend. De zang die men in het broedgebied kan horen is een vertwijfelde reeks van fijne noten tsewie, sese-wie...sewies en doet een beetje aan de zang van een hazelhoen (Tetrastes bonasia) denken.
De sterk gelijkende humes bladkoning roept een eenlettergrepig, doordringend dswiet, of een tweelettergrepig, iets dalend DSIE-wo. De klemtoon ligt hier dan op het eerste deel en niet op het tweede deel als bij de bladkoning.

## Gelijkende soorten
- Humes bladkoning (Phylloscopus humei) Qua uiterlijk en geluid.
- Pallas' boszanger (Phylloscopus proregulus) Qua uiterlijk.
- Swinhoes boszanger (Phylloscopus trochiloides plumbeitarsus) Qua uiterlijk.